# Žarko Nikolić
Žarko Nikolić (* 16. Oktober 1936 in Novi Sad, Jugoslawien; † 22. August 2011 ebenda) war ein jugoslawischer Fußballspieler, der mit dem FK Vojvodina jugoslawischer Meister wurde. Außer für den jugoslawischen Verein spielte er in der deutschen Bundesliga für den FC Schalke 04 und kam neunmal in der jugoslawischen Nationalmannschaft zum Einsatz.

## Vereinskarriere

### FK Vojvodina
Nikolić spielte in seiner Heimatstadt Novi Sad schon als Jugendlicher seit 1952 für den FK Vojvodina. Mit fast 18 Jahren gab er sein Debüt in der ersten Mannschaft, bei einem 3:2-Sieg über Roter Stern Belgrad. In dieser Zeit spielte er noch auf der linken Seite als Stürmer oder Halbstürmer. Gleichzeitig spielte Nikolić in der Jugendnationalmannschaft und wenig später in der B-Nationalmannschaft Jugoslawiens. Ab 1955 war er, mittlerweile zum Verteidiger umgeschult, Stammspieler bei Vojvodina und wurde mit dem Team 1957 und 1962 Vizemeister. In den Spielzeiten 1963/64 und 1964/65 kam er nur zu wenigen Einsätzen, da er zur Armee eingezogen wurde. Nach dem Wehrdienst kehrte er als Mittelfeldspieler ins Team zurück und war eine der Stützen, als der FK Vojvodina 1966 die jugoslawische Meisterschaft errang. Nach 226 Ligaspielen für Novi Sad, in denen er zwölf Tore erzielte, wechselte Nikolić anschließend in die deutsche Bundesliga.

### FC Schalke 04
Der FC Schalke 04 verpflichtete den 27-jährigen Jugoslawen für die Saison 1966/67 als Verstärkung, nachdem die Mannschaft den Abstieg nur knapp verhindert hatte. Sein Debüt gab er am dritten Saisonspieltag gegen den 1. FC Nürnberg, kam in dieser Spielzeit jedoch nur noch zu sieben weiteren Einsätzen, darunter die legendäre 0:11-Niederlage bei Borussia Mönchengladbach. Er spielte so schwach, dass man in Gelsenkirchen „bald glaubte [...], dass es sich um den falschen Nikolić handeln müsse“. In der folgenden Saison gab ihm Trainer Karl-Heinz Marotzke in den ersten beiden Heimspielen eine Chance zur Bewährung. Nachdem Nikolić jedoch am vierten Spieltag beim 1. FC Köln nach seiner Einwechslung in der 64. Spielminute bereits fünf Minuten später des Platzes verwiesen worden war, war seine Karriere in der ersten Schalker Elf nach elf Einsätzen beendet. Er ging nach der Saison 1967/68 zurück nach Novi Sad, wo er noch einen einzigen weiteren Einsatz in der höchsten Spielklasse hatte, ehe er seine aktive Laufbahn beendete. Später arbeitete er als Trainer im Jugendbereich.

## Nationalmannschaft
In der Vorbereitungsphase zur Weltmeisterschaft gehörte Žarko Nikolić bereits zum erweiterten Kader der A-Nationalmannschaft, fuhr jedoch nicht mit nach Schweden. 1960 sollte er an den Olympischen Spielen teilnehmen, musste jedoch aufgrund einer Verletzung absagen. Am 21. Oktober 1959 kam er zu seinem ersten Einsatz in der A-Elf bei einem 2:2 in und gegen Israel. Sein zweites Match war der 5:1-Sieg in Belgrad gegen Portugal am 22. Mai 1960, der das Team in die Europameisterschafts-Endrunde brachte. In den Jahren 1960 und 1961 gehörte er zum Stamm des Nationalkaders und kam zu weiteren sieben Einsätzen, darunter zweimal in den Playoffs der WM-Qualifikation gegen Südkorea. In Chile 1962 gehörte er zum Aufgebot, kam jedoch nicht zum Einsatz; es blieb für ihn in der Elf bei den neun Länderspielen vor der Weltmeisterschaft.